# 姫乃未来
姫乃 未来（ひめの　みく、1986年10月12日 - ）は、日本のAV女優、スカトロジスト。
マークスジャパン所属。
2006年、芹沢まゆら名義でAVデビュー。2008年、姫乃未来に改名。これ以外にも姫野未来、夢乃未来、佐野絵美、浅野のぞみ、金森いずみ、彩乃、繭麗（まゆら）など、数多くの名義で作品を出している。また石川裕子、美咲ミク、ひなたかこ名義で着エロ作品も出している。趣味はドライブ、緊縛、写真に撮られること。特技はスキー、卓球。

## 経歴・特徴
初体験は19歳で、処女喪失と同時にSMフルコースを体験したという。20歳頃から被写体としての活動を始め、AV女優になる前はヌードモデルをしていた。
出演作品は大勢の男性に犯される内容のものが多い。多くのAV女優がNGとしているスカトロやアナルセックス、ハードSMなども多数こなしており、BSスカパー!のダラケ! 〜お金を払ってでも見たいクイズ〜で「NGなし女優」として出演した。
サービス精神旺盛な性格で、ファンの為に「パイパン撮影会」を開いたりしている。ゴスロリが似合うとされ、本人も好んで着ていた時期があった。ゴシック&ロリータバイブルのインタビューによるとゴスロリを始めたきっかけはManaであったという。同誌や「beatae Mariae virginis」など、ゴスロリ誌での掲載歴もある。
女性カメラマンのインベカヲリ★とは親交があり、彼女の紹介で雑誌に登場したり、彼女の人物写真のモデルを務めた経験がある。
2017年1月30日、自らのブログにて「姫乃未来」としては引退すると発表した（他名義でのAV活動は継続）。

## 略歴
- 2006年、芹沢まゆら名義でAVデビュー。
- 2008年、姫乃未来に改名。

## 作品

### アダルトビデオ
芹沢まゆら 名義
- THEレイプ　美少女狩り 3（2006年2月25日 クリスタル映像）
- MY SELF オナニー（2006年3月18日 クリスタル映像）
- TEN GAL’S ROOM!! 10名の美少女　秘密のオナニー2時間（2006年4月11日 ルミナス企画）
- 美人教師 暴行現場 26（2006年4月15日 クリスタル映像）
- 口香レズ接吻（2006年5月28日 アロマ企画）

姫乃未来 名義
2008年
- パンストくすぐり 4（Smile Lab.）
- 競パンもっこりオナニー 4（5月2日 快奇堂）
- 新あしのうらだいすき 7 （Sole-M）
- 発情OL オフィスで…24（5月17日 クリスタル映像）
- 人妻面接 VOL.4（5月25日 大洋図書）
- おもらしオナニー【おしっこ・おなら・うんち】（プールクラブ・エンタテインメント）
- 手コキと勢いのある鼻穴発射（レイディックス）
- 絞め痙攣に囁き喉頭が嗟嘆（11月1日 幻奇）
- アームレスリング（12月12日 GALLOP）共演:はるか悠、早崎れおん、桜庭彩

2009年
- BODYボクシング対決SP（1月23日 GALLOP）共演:はるか悠、早崎れおん
- ミックスファイトSP（1月23日 GALLOP）共演:はるか悠、早崎れおん
- スクール水着コレクション 2（日昇出版）共演:矢沢ひな
- 現役シンクロナイズドスイミング選手の壊れた性癖（3月27日 アキバコム）
- ロリコン体育教師わいせつ盗撮（I.B.WORKS）
- 睡眠ガスOLジャック女子寮全員強姦ピストン（8月19日 クロス）

2010年
- 関東女子校MAP（3月19日 ROOKIE）
- フェラコレ熟女編Ⅶ（6月25日 隼エージェンシー）
- 花咲ナカバのレズビアンサークル ラブラブカップルデート編 (9月3日、虎堂)共演:鈴木ありす、桐原あずさ、桜井つばさ、倉科さやか

2011年
- 女子校生野外高速ピストンオナニー (2月15日、ジャネス)オムニバス作品 他出演:あすかみみ、上村あずさ、北村樹里、早坂愛梨、倉谷果保、綾咲くるみ、藤崎未来

### 総集編
- S級美女OL4時間DX（2009年6月12日 クリスタル映像）
- RADIX48 おしっこ祭り（2011年1月20日、レイデックス）他出演：青木りん、南つかさ、黒田麻世、星崎アンリ、松すみれ、真鍋紗愛、直嶋あい、瀬奈ジュン、若葉くるみ、月島うさぎ、楓乃々花、北川瞳　他